# Pädagogische Hochschule Hyōgo

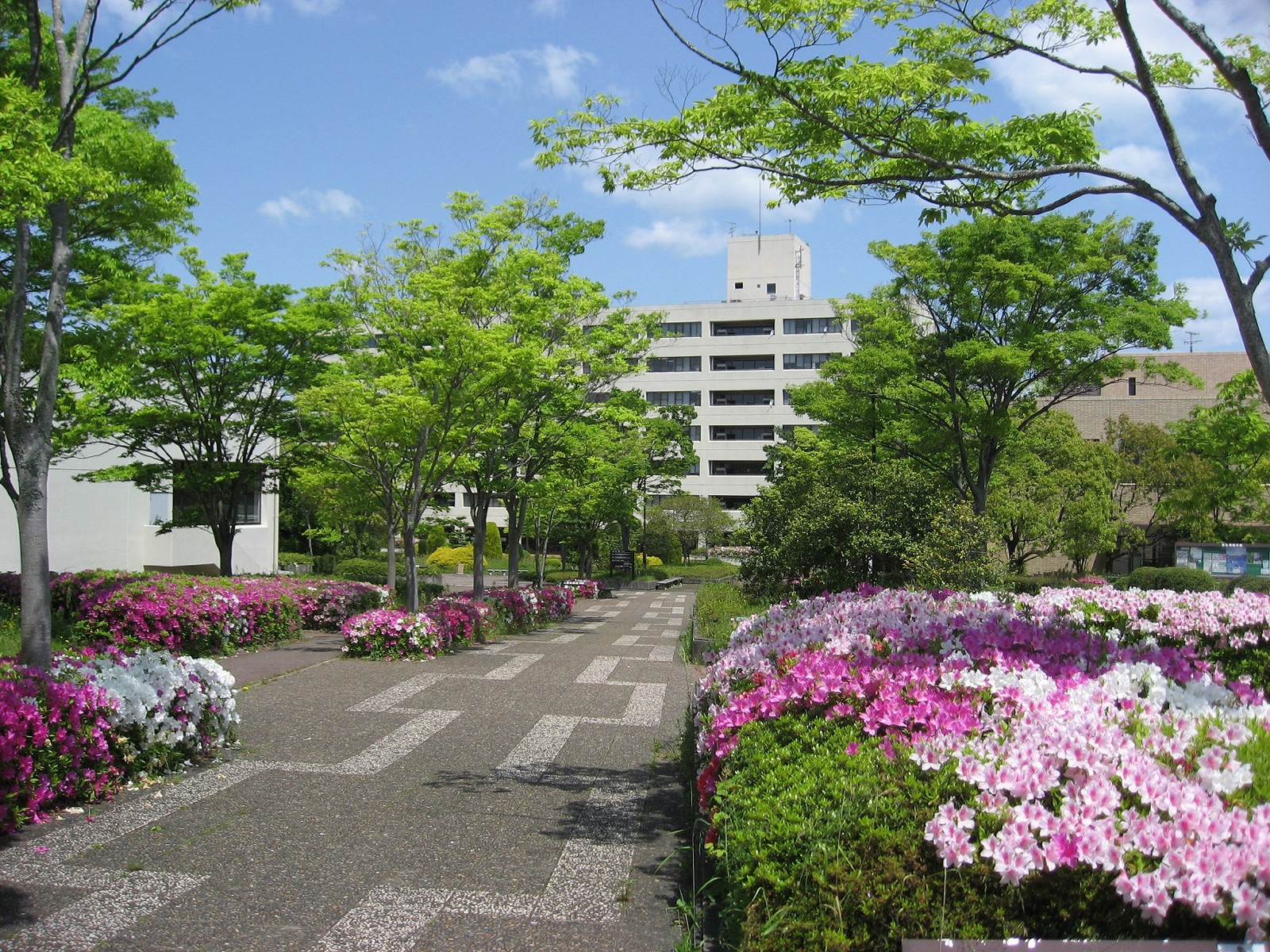
Katō-Campus (Ureshinodai)

Die Pädagogische Hochschule Hyōgo (jap. 兵庫教育大学, Hyōgo kyōiku daigaku; engl. Hyogo University of Teacher Education, kurz: Hyōkyōdai (兵教大)) ist eine staatliche pädagogische Hochschule in Japan. Der Hauptcampus liegt in Katō in der Präfektur Hyōgo.

## Geschichte
Gegründet wurde die Hochschule 1978 als eine der „pädagogischen Hochschulen im neuen Konzept“. Sie setzte ihren Schwerpunkt auf die Fortbildung von Lehrern. Sie hat keinen Vorgänger, z. B. Shihan Gakkō (Normalschule); die Normalschule und Jugend-Normalschule Hyōgo waren die Vorgänger der Fakultät für Humanwissenschaften der Universität Kōbe.
Sie eröffnete 1978 die Bachelorstudiengänge (Ausbildungskurse für Lehrer an Kindergärten und Grundschulen) und 1980 die Masterstudiengänge (Fortbildungskurse für Lehrer), und 1996 dann die Doktorkurse als gemeinsame Graduate School mit der Universität Okayama und den Pädagogischen Hochschulen in Jōetsu und Naruto.

## Fakultäten
- Fakultät für Schulerziehung (jap. 学校教育学部, engl. Faculty of School Education)